# ばち指

ばち指の定義

ばち指（ばちゆび、撥指）は、上肢や下肢の指の先端が広くなり、爪の付け根が隆起し、凹みがなくなった状態を指す。肥厚した指は太鼓のバチ状を呈する。痛覚はないが、重大な疾患の症状として現れる事が多い。症状は、母指と示指から始まり他の指へ伝播する。
代表的疾患は肺癌、間質性肺炎など肺疾患、チアノーゼ性心疾患、肝硬変、感染性心内膜炎、クローン病、潰瘍性大腸炎などがあり、先天的要因の場合は疾患の兆候ではない。
慢性気管支炎、肺気腫、気管支喘息など慢性閉塞性肺疾患 (COPD) は、肺血管の損傷や動静脈シャントがなくばち指はみられない。喫煙歴のあるCOPD患者のばち指は肺癌が疑われる。

## 発症機序
諸説があり不明点が多い。血小板由来増殖因子 (platelet-derived growth factor : PDGF) や血管内皮細胞増殖因子 (vascular endthelial growth factor : VEGF) が肺で除去されず、ばち指を呈する説がある。肺癌で加療や切除により、ばち指も改善する事例がある。